# 새퍼

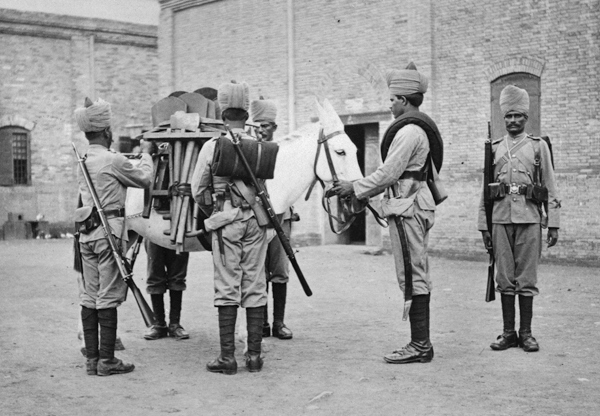
1900년 의화단 운동 당시 청에 주둔 중인 뭄바이 공병단. 이들의 원래 이름은 봄베이 새퍼였다.

새퍼(영어: Sapper)는 공병을 가리키는 영어권 국가들의 명칭으로, 주로 영국군과 인도군에서 운용했고 일부 미군도 부대를 운용했다. 용어 자체는 프랑스어로 참호를 의미하는 sappeur에서 유래했다. 새퍼의 주요 업무는 교량 설치, 참호 구축, 폭파, 도로 설치, 지뢰 설치 및 해체 등이었다. 영연방 국가에서는 1856년 " Corps of Royal Sappers and Miners"을 설립하면서 처음으로 이 단어를 도입했다. 다른 나라에서 쓰이는 Pioneer나 전투공병(combat engineer)도 새퍼와 유사한 의미를 지닌다.

## 유래

### sapper
Sapper(새퍼)는 원래 프랑스군에서 처음 사용된 용어로, 포위 공격 중인 병력이 적의 방어 진지나 요새에 접근할 수 있도록 참호를 굴착하는 병사를 의미했다. 이들은 적의 머스킷이나 포병 사격 아래 놓인 개활지를 통과하기 위해 참호를 전진 방향으로 굴착했으며, '새퍼(sapeur)'라는 단어는 '붕괴시키다, 밑을 파다'라는 뜻의 프랑스어 동사 saper에서 유래되었다. 이러한 굴착 행위를 '적 진지의 기반을 잠식(sapping)하는 것'이라 불렀다. 이러한 saps(잠식 참호)는 전문적으로 훈련된 새퍼 부대나 명령을 받은 병력들이 굴착하였다.
요새를 방어하는 측이 포병 전력을 보유한 경우, 공격자보다 높은 위치에서 사격할 수 있었기 때문에 사거리에서 명확한 우위를 점할 수 있었다. 이에 따라 공격측은 효과적인 대응포격(counter-battery fire)을 수행하기 위해 자체 포병을 전방으로 진출시켜야 했고, 이는 적의 사격 하에서 이루어져야 했다. 이를 위해 프랑스에서는 이를 '삽(sappe)'이라 불렀으며, 이는 고어 프랑스어로 삽이나 참호 굴착 도구를 의미한다. 새퍼들은 프랑스의 요새 공학자 뵈방(Sébastien Le Prestre de Vauban)이 개발하고 정립한 공성 참호 기술을 이용해, 적의 측면 사격(enfilade fire)을 피할 수 있도록 참호를 일정 각도로 시작하여 굴착했다. 참호가 전진함에 따라 포를 설치할 수 있는 거점이 마련되었고, 이 포는 요새의 성벽 위 방어 병력을 제압하는 데 사용되었다. 이후 새퍼들은 참호의 방향을 지그재그로 바꾸며 성벽을 향해 계속 접근했고, 이러한 각 단계는 공격측 포병을 점점 더 가까이 이동시켜 궁극적으로는 적의 포대를 무력화하고 성벽을 돌파할 수 있는 거리를 확보하는 것을 목표로 했다. 요약하자면, 새퍼는 원래 적의 요새화된 방어 체계를 파괴하거나 극복하거나 우회하는 데 전문성을 갖춘 공성 전문가들이었다.